# Фриас Аметльер, Томас
Томас Фриас Аметльер (исп. Tomás Frías Ametller; 1804—1884) — боливийский политический деятель, дважды президент страны в 1872—1873 и 1874—1876 годах. В его честь названа провинция в департаменте Потоси.

## Биография
Родился в богатой семье землевладельца в городе Потоси. Занимал пост министра иностранных дел в администрации президента Хосе Бальивиана (1841—1847), был твердым сторонником гражданских свобод и верховенства права. После смерти диктатора Агустина Моралеса Конгресс провозгласил его временным президентом в ноябре 1872. Его главной задачей была организация и проведение выборов. Он с задачей справился, и в мае 1873 года уступил место победителю выборов, Адольфо Бальивиану, сыну бывшего президента, Хосе Бальивиана. Адольфо Бальивиан вскоре тяжело заболел раком и умер в феврале следующего года, проведя в должности всего 9 месяцев. Тогда президентом вновь стал Томас Фриас как председатель Государственного совета. В качестве преемника Бальивиана его срок должен был длиться до 1877 года.
В 1874 году президент подписал соглашение с Чили, которое освободило всех чилийцев и чилийские компании от уплаты налогов за эксплуатацию боливийских ресурсов на побережье Тихого океана. В ответ чилийское правительство, по аналогии, освободило от подобного налога боливийцев. Однако на самом деле экономическое присутствие Боливии в Чили было значительно меньше, чем чилийцев в Боливии. Исходя из этого, соглашение начало рассматриваться как такое, которое не отвечает национальным интересам Боливии. Следующее правительство отменило действие этого соглашения, что привело к катастрофической Тихоокеанской войне.
Несмотря на почти всеобщую симпатию к президенту Фриасу, в стране продолжалось эпоха каудилизма и военного авантюризма в политике. В Санта-Крус-де-ла-Сьерра возник «Клуб равенства» во главе с Андресом Ибаньесом, члены которого в 1875 году попытались совершить переворот. Хотя в боях сгорел президентский дворец, восстание было подавлено. Однако Фриас не пошел по пути репрессий и уже в феврале 1876 года объявил всеобщую амнистию по политическим преступлениям, а также назначил выборы на май того же года.
Но 4 мая 1876 года президент был свергнут в результате военного переворота, который возглавил генерал Иларион Даса. В Санта-Крус-де-ла-Сьерра о перевороте узнали с опозданием и успели провести голосование, на котором с большим отрывом победил Даса. Вскоре после этого Томас Фриас покинул страну. Умер во Флоренции в 1884 году.